# Facta Philosophica
Facta Philosophica is een halfjaarlijks verschijnend filosofisch vaktijdschrift. Het werd in 1999 opgericht door Alex Burri en Klaus Petrus van de Universität Bern. In het tijdschrift worden essays over hedendaagse filosofische onderwerpen in de Duitse, Franse en Engelse taal geschreven.